# Queso de cabrales
El queso de cabrales, o queso cabrales, es un queso de tipo azul con denominación de origen protegida que se elabora en el Principado de Asturias (España) a partir de leche de vaca, cabra u oveja sin pasteurizar, o alguna mezcla de dos o tres de estas.

## Zona geográfica
Los pueblos designados por el Consejo Regulador para su producción son:
En el concejo de Cabrales
- Arangas, Arenas, Asiego, Berodia, Bulnes, Camarmeña, Canales, Carreña, Escobar, Inguanzo, La Molina, La Salce, Ortiguero, Pandiello, Puertas, Poo, Sotres y Tielve.

En el concejo de Peñamellera Alta
- Cáraves, Oceño, Rozagás

## Elaboración

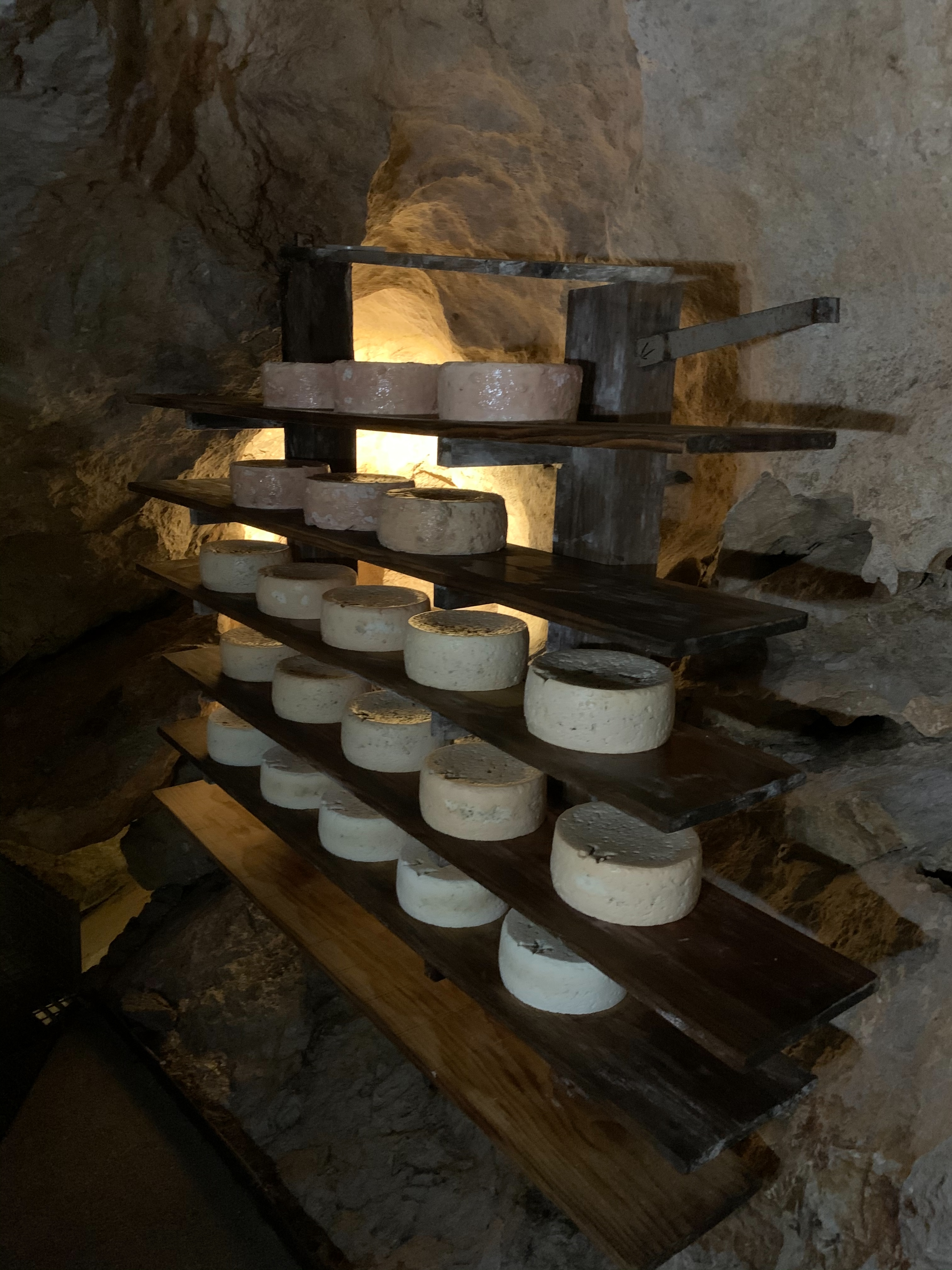
Cueva de maduración del Queso de Cabrales

Ubicación del concejo de Cabrales en Asturias

Ubicación del concejo de Peñamellera Alta en Asturias

En su elaboración arcaica se usaba la leche de dos ordeños, el de por la mañana y el de la noche. Cuando la leche adquiere la temperatura adecuada se le añade el cuajo, que era obtenido de una forma artesanal, actualmente a partir de preparados industriales. A la mañana siguiente, cuando la cuajada se ha formado, se rompe con un cucharón y se deja reposar durante unas horas, para quitarle el suero más tarde. Los moldes se mantienen sobre tablas de madera en la cocina, para que el calor ayude a secar la cuajada durante varios días. Una vez sacados del molde, se sala el queso por una cara y pasados unos días por la contraria. 
Con la aparición de la denominación de origen protegida cambiará el proceso de elaboración. El queso dejará de hacerse en las cabañas o en las casas para realizarse en queserías que cumplan con las medidas higiénico-sanitarias exigidas por el Consejo Regulador, además de apreciarse otros cambios tanto en el utillaje (históricamente en madera de haya) como en la producción o el embalaje. 
El proceso de maduración se lleva a cabo en las cuevas naturales que hay en los Picos de Europa. 
En estas cuevas, la humedad relativa es del 90% y la temperatura oscila entre 8 y 12 °C. En estas condiciones se desarrollan en el queso hongos del tipo penicillium, lo que le aporta las zonas y vetas de color azul-verdoso. Este proceso suele durar entre dos y cuatro meses, aunque actualmente podemos encontrar quesos con maduraciones entre los seis y diez meses, durante los cuales el artesano cambia la posición de las piezas con objeto de que sazone cada una de las caras y la maduración sea uniforme, además de limpiar los quesos con agua periódicamente. Durante este tiempo los quesos se cubren con hojas de arce humedecidas (ya no se hace por razones de higiene). El producto final alcanza un peso que va desde los dos a los cinco kilogramos.
Cuando el queso está listo para su consumo, se envuelve en papel de aluminio de color verde.
El embalaje se completa con la etiqueta del fabricante y la contraetiqueta del Consejo Regulador. Antiguamente se envolvía el queso en hojas de laurel y plágano (arce blanco, falso plátano); era una forma económica de envasarlo, pero no reunía condiciones sanitarias aceptables.

## Características

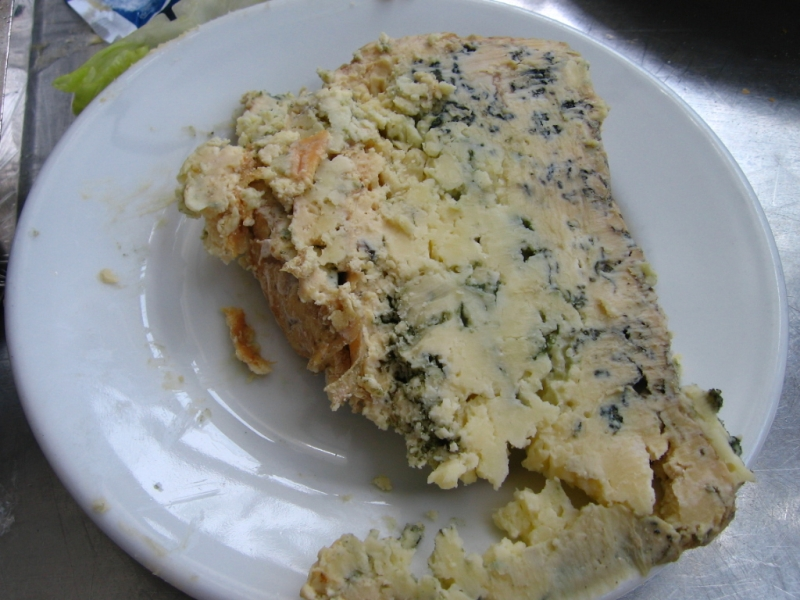
Corte de queso de Cabrales.

El queso apenas presenta corteza, ya que tiene una superficie de forma untuosa y blanda similar a la del interior. Cuando está maduro tiene un color verde-azulado y la masa es cremosa, con un fortísimo olor. El queso será más o menos amarillo cuanta mayor sea la cantidad de leche de vaca que se ha utilizado, aunque por lo general presenta un tono más bien  de mejor sabor. 
El mito del queso cabrales y los gusanos se debe con seguridad a la aparición de larvas de la mosca Piophila casei en productos durante cuya elaboración, almacenaje o transporte no se han observado las garantías higiénicas oportunas. A pesar de esto, distintos quesos de la isla de Cerdeña, como el casu marzu, son conocidos por mantener el fermento con gusanos hasta prácticamente el momento de su consumo.
Desde 1981 los elaboradores del queso están sometidos al Reglamento de la Denominación de Origen del Queso Cabrales, teniendo que ajustarse a unos procedimientos como usar sólo leche autóctona o seguir técnicas artesanales en la elaboración. 

## Certamen del queso de Cabrales
El último domingo de agosto se celebra en Arenas de Cabrales el Certamen del queso Cabrales. Se trata de una exposición donde los artesanos productores de este queso presentan sus productos. Además, tiene lugar un concurso para elegir el mejor queso y el mejor lote. Esta variedad de queso, elaborado por distintos pastores, en los años 2016, 2018, 2019 y 2020, ha batido los consecutivos récord mundiales (Guinness World Records) como queso más caro vendido en subasta. El último récord, de 2024, fue alcanzado al venderse por 36000€.